# Église paroissiale de Breitenfeld
 (mai 2024).
Si vous disposez d'ouvrages ou d'articles de référence ou si vous connaissez des sites web de qualité traitant du thème abordé ici, merci de compléter l'article en donnant les références utiles à sa vérifiabilité et en les liant à la section « Notes et références ».
L'église paroissiale de Breitenfeld à Vienne est une église catholique romaine située dans le quartier de Breitenfeld, dans l'arrondissement de Josefstadt. Elle est dédiée à saint François d'Assise.

## Histoire
En l'honneur de l'empereur François Ier, décédé en 1835, une église commémorative devait être construite dans la ville de Breitenfeld, alors banlieue de Vienne encore entourée de murailles, qui dépendait du Schottenstift. Le maire de Breitenfeld, Karl Georg Gaber, a mené une campagne intense en faveur de cette construction. L'impératrice douairière Karolina Augusta de Bavière fit également un don monétaire important en 1835. L'association de construction d'églises, fondée à l'initiative de Gaber en 1839, collectait des dons dans toute la monarchie. L'Ordinariat de l'Archevêché et le Schottenstift ne voyaient pas la nécessité d'une église à Breitenfeld et n'ont donc pas soutenu le projet pendant longtemps.
Lorsque le concours d'architecture pour l'église fut finalement annoncé en 1886, l'impératrice douairière et l'initiateur du projet Gaber étaient décédés depuis longtemps ; Breitenfeld était désormais devenu une partie densément bâtie du quartier de Josefstadt. En 1887, l'empereur François-Joseph Ier approuva le projet gagnant d'Alexandre Wielemans. La pose de la première pierre du site a eu lieu en 1894 en présence de l'empereur et de l'archevêque de Vienne, le cardinal Anton Josef Gruscha. L'église fut cérémonieusement consacrée le 18 juin 1898 en présence de l'empereur.
Deux semaines auparavant, la ligne de ceinture de la Vienna Stadtbahn, construite lors de la construction de l'église et qui passe ici, a été inaugurée à proximité immédiate de l'église. Depuis le viaduc de la ligne de métro U6 depuis 1989, on a toujours une vue directe sur le portail principal de l'église. Celui-ci ne s'ouvre pas sur le quartier de Breitenfeld, mais plutôt sur l'artère Belt, ce que les habitants de Breitenfeld ont critiqué lors de l'ouverture.
L'église a subi de graves dommages causés par les bombardements pendant la Seconde Guerre mondiale en 1945 et a été restaurée entre 1947 et 1958. La dernière rénovation générale a débuté en 1989 et s'est achevée en 1998 pour les célébrations du centenaire.

## Architecture, conception
Wielemans a construit l'église en brique dans le style de la première Renaissance lombarde en utilisant du marbre du Trentin et du Karst. L'église comporte trois nefs et peut accueillir de 2 000 à 2 400 personnes. Des artistes importants de l'époque ont contribué à sa conception. Le maître-retable Marie du Bon Conseil a été découpé du cadre et volé le 7 octobre 2014.
Les peintures à l'huile des deux autels latéraux sont de Rudolf Bacher (Nativité) et Franz Xaver Zimmermann (Descente de croix). Après 1945, des statues des saints François et Antoine, créées par Albin Moroder, furent érigées. La statue du pape Grégoire le Grand a été réalisée par Hans Müller.

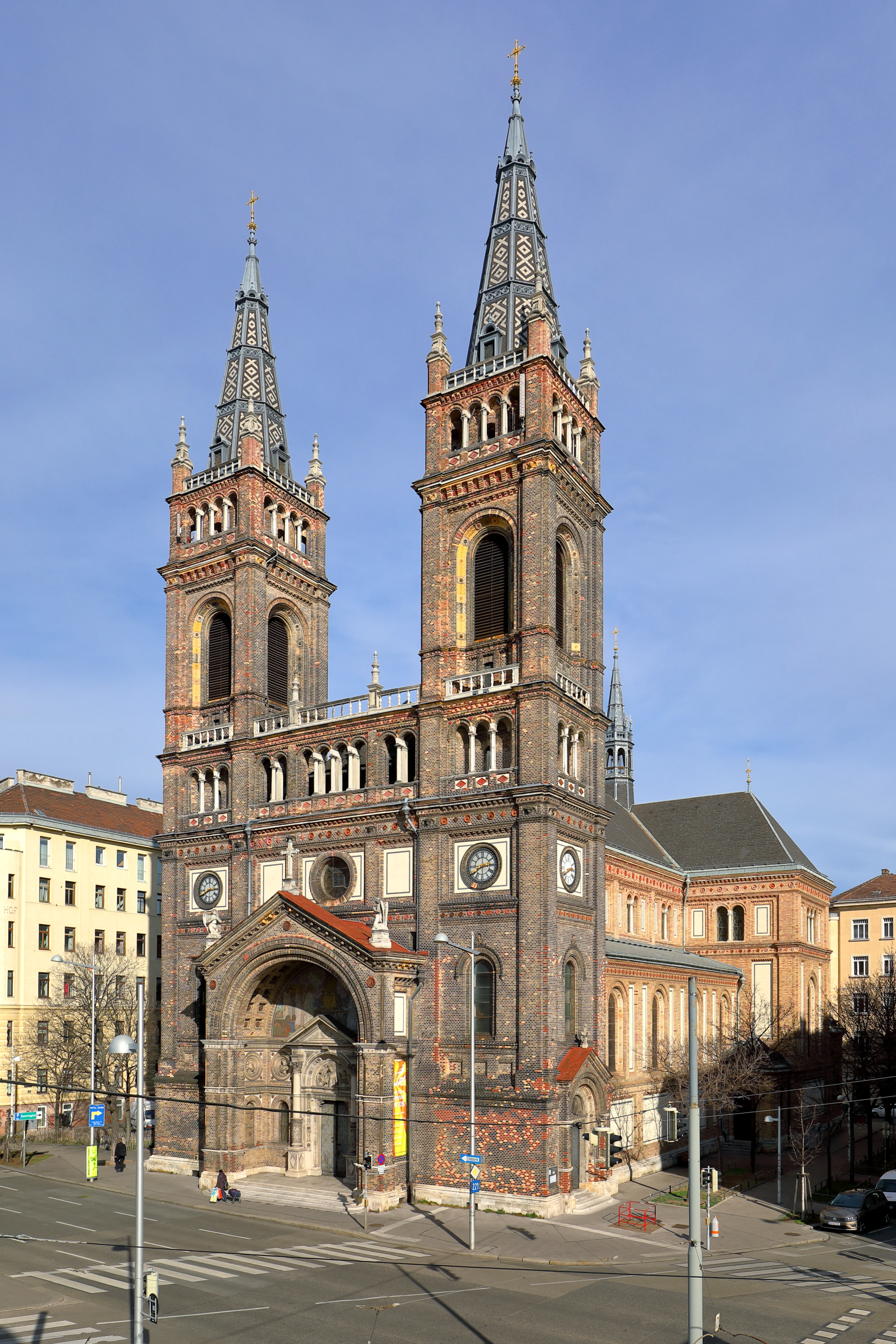
Église paroissiale catholique Saint-François à Breitenfeld
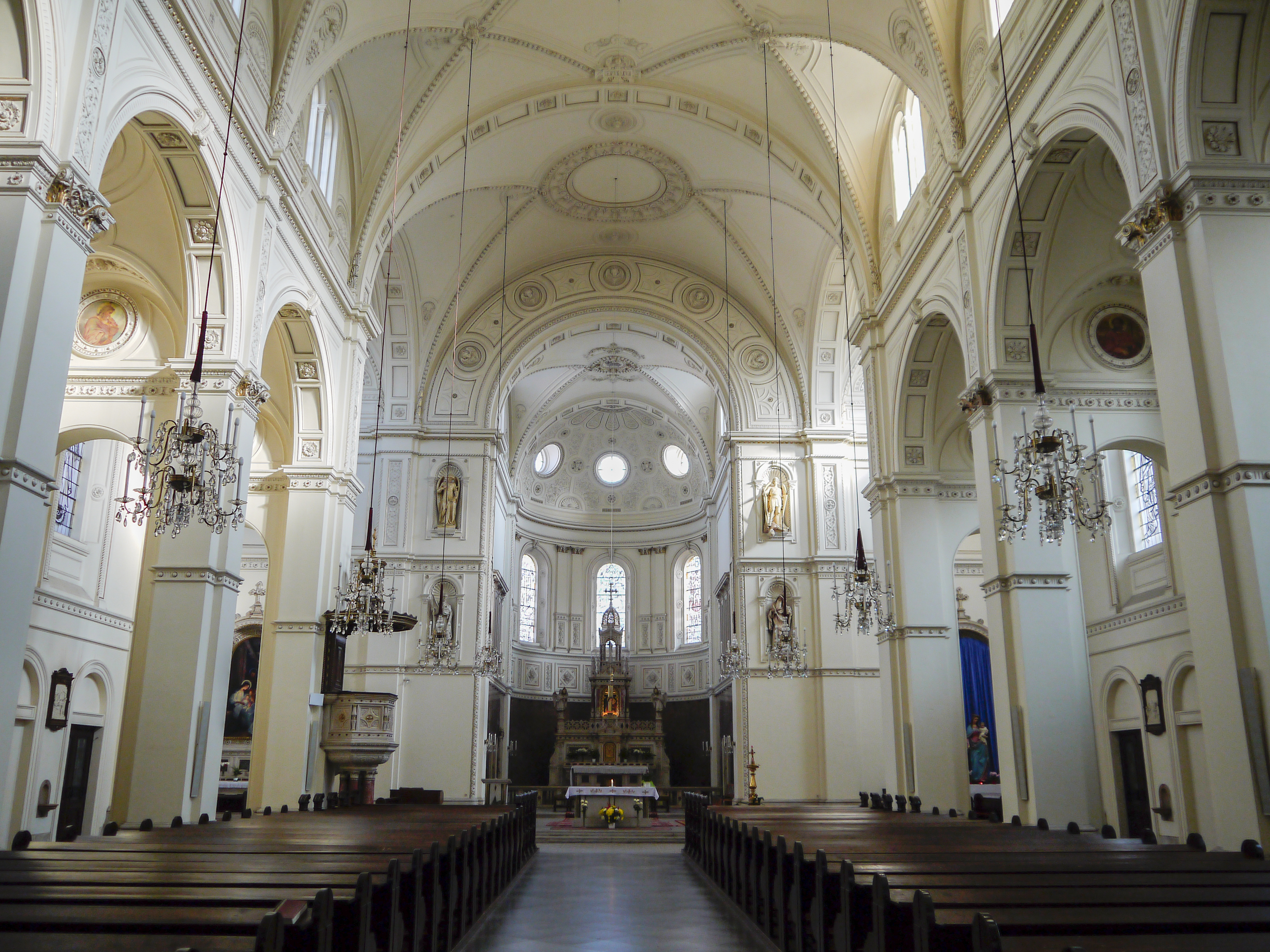
Intérieur

## Orgue

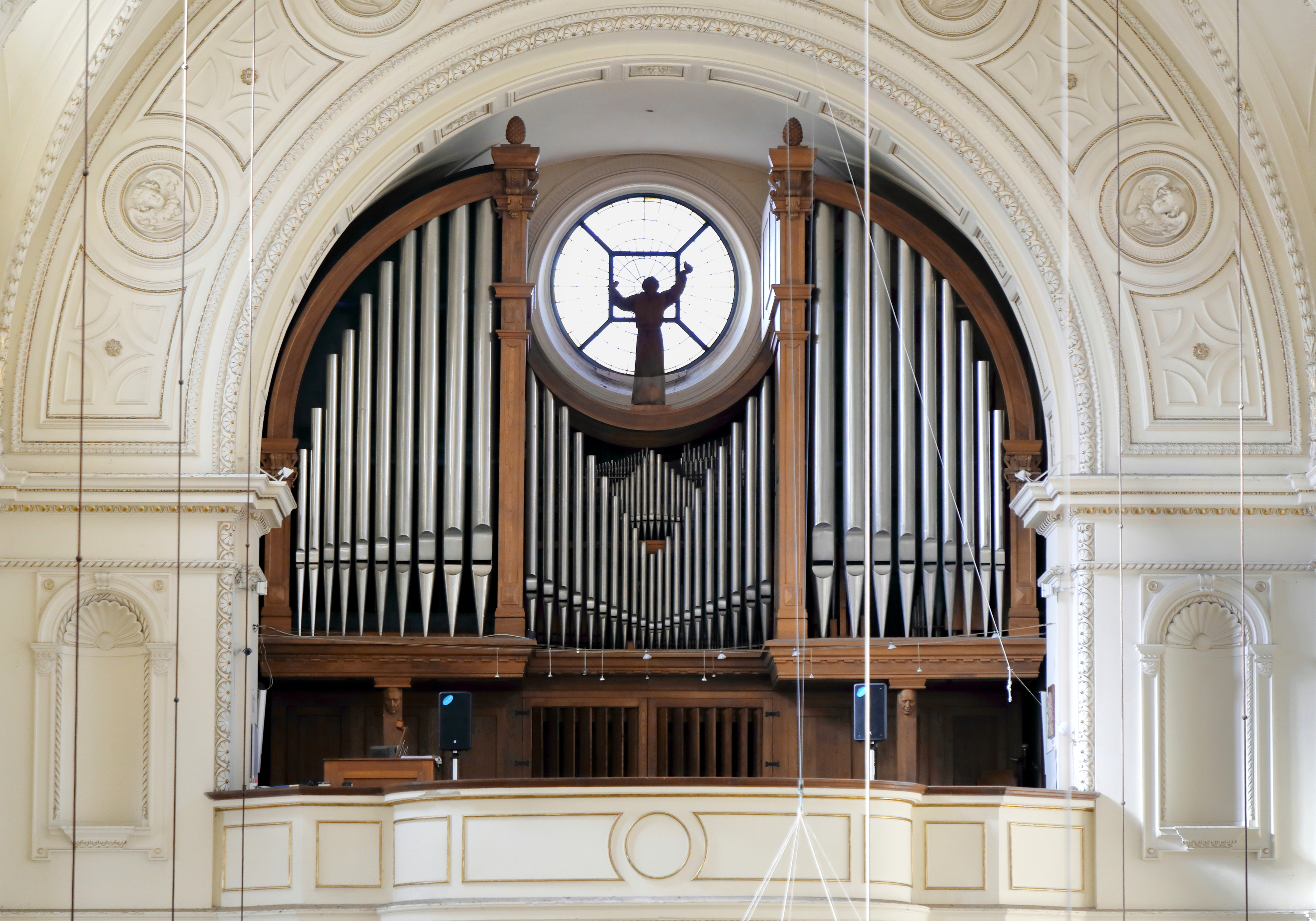
Orgue

L'orgue est le deuxième plus grand orgue d'église jouable à Vienne (après l'orgue de la cathédrale Saint-Étienne). Il a été construit en 1931 par Rieger Orgelbau pour la cathédrale d'Innsbruck dans le logement historique de Johann Caspar Humpel (1725). Après qu'Innsbruck ait reçu un nouvel orgue de l'atelier de facture d'orgues Pirchner, l'ancien orgue a été transféré à Breitenfeld.

## Liens web
- Présence Internet de la paroisse de Breitenfeld
- Histoire de la construction de l'église
- Conseil du district de Josefstadt : église de Breitenfeld (archive.org)